# やまみ
株式会社やまみは、広島県三原市に本社を置く豆腐製造大手の食品メーカーである。

## 事業所
- 本社工場 - 広島県三原市
- 関西工場 - 滋賀県甲賀市（2012年9月生産開始[1]）
- 富士山麓工場 - 静岡県駿東郡小山町

## 沿革
- 1975年1月　野菜のパック詰めを事業内容として有限会社やまみを設立
- 1978年3月　事業譲渡を受け豆腐製造等販売事業に参入
- 1982年3月　資産譲渡を受け三原市沼田川沿いの工場へ移転
- 2000年3月　三原市小原工業団地に工場を移設し、本社工場とし、株式会社やまみに改組　木綿ライン・京型ライン・充填ラインが稼働
- 2004年4月　油揚げラインが稼働
- 2005年1月　厚揚げラインが稼働
- 2006年1月　第2工場完成
- 2008年3月　バイオマス設備完成
- 2009年9月　第3工場完成
- 2010年10月　第3工場増築完成
- 2012年6月　大阪営業所を設置
- 2012年8月　関西工場完成　厚揚げライン・カット3Pラインが稼働
- 2014年6月　関西工場にて充填ラインが稼働
- 2014年10月　本社工場においてFSSC22000を取得
- 2015年10月　関西工場においてFSSC22000を取得
- 2016年6月　ジャスダック上場
- 2018年9月 東京証券取引所第二部へ市場変更[2]
- 2019年5月 ハウス食品グループ本社と資本業務提携[3]。
  - 同年6月 東京証券取引所第一部へ市場変更
  - 同年秋　富士山麓工場完成
- 2023年10月 東京証券取引所による経過処置の終了に伴う特例により、東京証券取引所スタンダード市場に市場変更[4]